# Eclissi solare del 2 dicembre 1937
L'eclissi solare del 2 dicembre 1937 è un evento astronomico che ha avuto luogo il suddetto giorno attorno alle ore 23.05 UTC. L'anularità era visibile da Ogasawara, Tokyo e nel gruppo di isole del Mandato del Pacifico meridionale (la parte ora appartenente alle isole Marshall) in Giappone e alle isole Gilbert ed Ellice (in aree ora appartenenti allo stato di Kiribati).
Questa eclissi solare , durata 12 minuti, è l'eclissi anulare della durata più lunga tra quelle avvenute dal 25 dicembre 1628 al 14 dicembre 1955.

## Eclissi correlate

### Eclissi 1935 - 1938
Questa eclissi è un membro di una serie semestrale. Un'eclissi in una serie semestrale di eclissi solari si ripete approssimativamente ogni 177 giorni e 4 ore (un semestre) a nodi alternati dell'orbita della Luna.

### Ciclo di Saros 141
L'eclissi appartiene al ciclo di Saros 141, che si ripete ogni circa 18 anni, 11 giorni e 8 ore e comprende 70 eventi. La serie è iniziata con un'eclissi solare parziale il 19 maggio 1613. Comprende 41 eclissi anulari dal 4 agosto 1739 al 14 ottobre 2460. In questa serie non sono presenti eclissi totali. La serie termina al membro 70 con un'eclissi parziale il 13 giugno 2857. L'eclissi anulare più lunga si è verificata il 14 dicembre 1955, con durata massima di anularità a 12 minuti e 9 secondi. Tutte le eclissi di questa serie si verificano nel nodo ascendente della Luna.